# Roy Lee

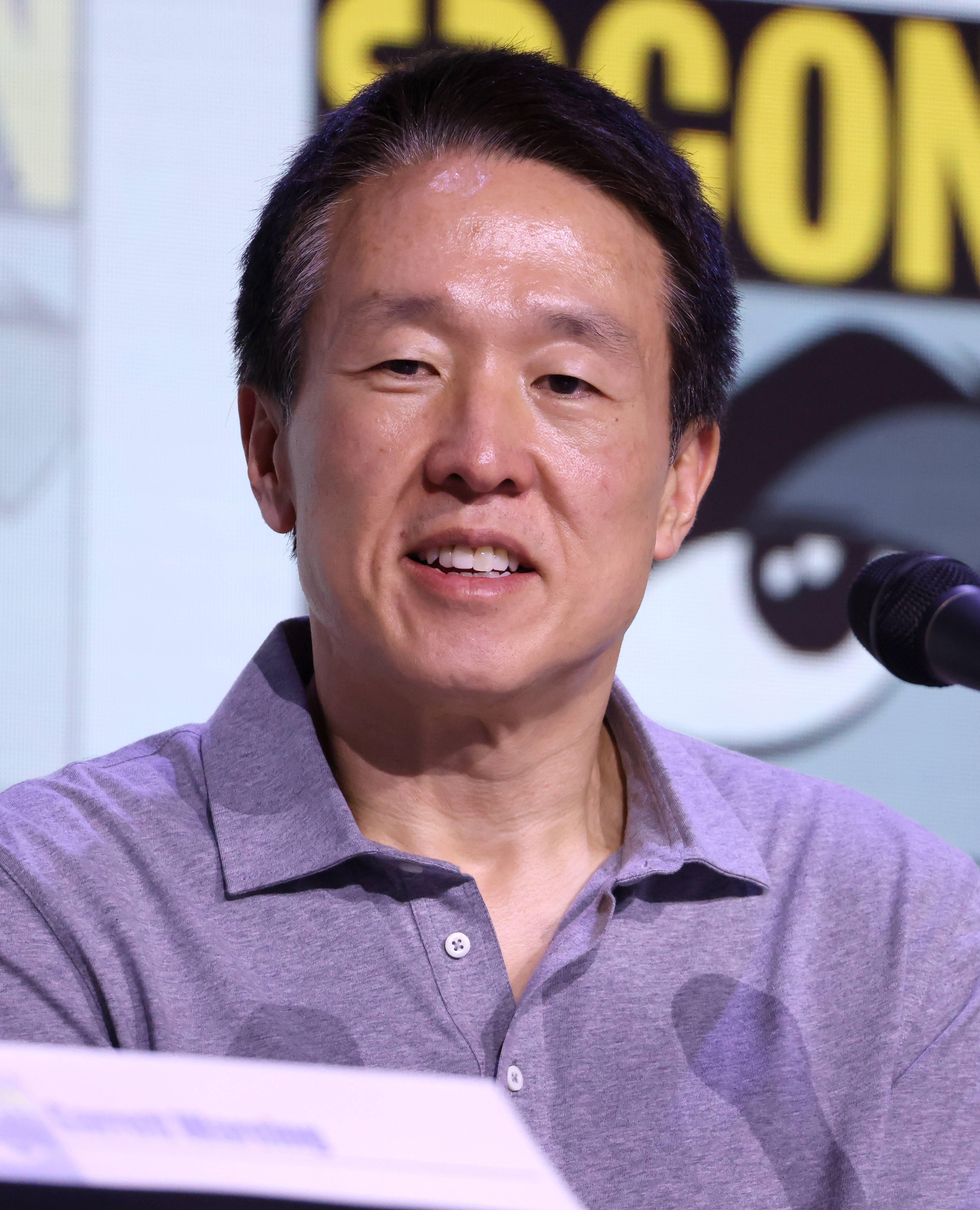
Roy Lee (2025)

Roy Lee (* 23. März 1969 in Brooklyn) ist ein US-amerikanischer Filmproduzent.

## Leben
Lee kommt aus einer Familie Koreanischer Amerikaner. 1987 machte er seinen Abschluss an der Walter Johnson High School in Bethesda. Er absolvierte ein Jurastudium an der American University. 1996 kam er nach Los Angeles, wo er für die Filmindustrie tätig wurde.
2001 gründete er zusammen mit Doug Davison die Filmproduktion Vertigo Entertainment. Mit dem Erstlingswerk Ring aus dem Jahr 2002 begann Lee seine Tätigkeit als Executive Producer. Seine ersten Erfolge hatte er mit US-Versionen japanischer Filme. Um 2004 wurde er selbst Produzent.

## Filmografie (Auswahl)
Filmproduzent
- 2005: Dark Water – Dunkle Wasser (Dark Water)
- 2006: Das Haus am See (The Lake House)
- 2008: Lange Beine, kurze Lügen und ein Fünkchen Wahrheit … (Assassination of a High School President)
- 2008: Shutter – Sie sehen dich (Shutter)
- 2008: The Strangers
- 2008: The Echo
- 2008: Quarantäne (Quarantine)
- 2009: Der Fluch der 2 Schwestern (The Uninvited)
- 2011: Quarantäne 2: Terminal (Quarantine 2: Terminal)
- 2011: The Roommate
- 2011: Atemlos – Gefährliche Wahrheit (Abduction)
- 2013: Oldboy
- 2014: The Voices
- 2014: The LEGO Movie
- 2014: Flug 7500 – Sie sind nicht allein (Flight 7500)
- 2015: Run All Night
- 2015: Poltergeist
- 2016: The Boy
- 2016: Blair Witch
- 2017: Sleepless – Eine tödliche Nacht (Sleepless)
- 2017: The LEGO Batman Movie
- 2017: Es (It)
- 2017: The LEGO Ninjago Movie
- 2019: Polaroid
- 2019: The LEGO Movie 2 (The LEGO Movie 2: The Second Part)
- 2019: Es Kapitel 2 (It Chapter Two)
- 2020: Die Besessenen (The Turning)
- 2020: Brahms: The Boy II
- 2022: Watcher
- 2022: Don’t Worry Darling
- 2022: Barbarian
- 2023: Nimona
- 2023: Late Night with the Devil
- 2023: Boy Kills World
- 2023: The Dating Game Killer (Woman of the Hour)
- 2023: Knock Knock Knock (Cobweb)
- 2023: Strange Darling
- 2024: Ordinary Angels
- 2024: Desert Road
- 2024: Salem’s Lot – Brennen muss Salem (Salem’s Lot)
- 2025: Companion – Die perfekte Begleitung (Companion)
- 2025: Ein Minecraft Film (A Minecraft Movie)
- 2025: Until Dawn
- 2025: The Plague
- 2025: Weapons – Die Stunde des Verschwindens (Weapons)

Executive Producer
- 2002: Ring (The Ring)
- 2004: Der Fluch – The Grudge (The Grudge)
- 2005: Ring 2 (The Ring Two)
- 2006: Antarctica – Gefangen im Eis (Eight Below)
- 2006: Departed – Unter Feinden (The Departed)
- 2006: Der Fluch – The Grudge 2 (The Grudge 2)
- 2007: Invasion (The Invasion)
- 2008: The Eye
- 2008: My Sassy Girl – Unverschämt liebenswert (My Sassy Girl)
- 2012: Die Frau in Schwarz (The Woman in Black)